# Zuzana Dobiašová
Zuzana Dobiašová (n. 14 august 2005) este o sportivă ce a reprezentat Slovacia. A participat la competiții asociate Jocurilor Olimpice în care a câștigat o medalie de bronz.